# Tunkhannock
Tunkhannock är administrativ huvudort i Wyoming County i delstaten Pennsylvania. Enligt 2010 års folkräkning hade Tunkhannock 1 836 invånare.